# Kraftwerk KivuWatt
Das Kraftwerk KivuWatt ist ein Gasmotorenkraftwerk in Kibuye, Distrikt Karongi, Westprovinz, Ruanda, das in der Nähe des Kivu-Sees liegt. Es ist im Besitz von ContourGlobal und wird auch von ContourGlobal betrieben. Das Kraftwerk wurde am 16. Mai 2016 durch den Präsidenten Ruandas, Paul Kagame offiziell eröffnet.

## Geschichte
Im Juli 2002 unterzeichnete Ruanda ein Memorandum of Understanding mit Dane Associates, um ein Kraftwerk zu errichten. Dieser Vertrag wurde 2007 durch Ruanda storniert; stattdessen wurde 2009 ein Vertrag mit ContourGlobal unterzeichnet, der die Errichtung einer Gasgewinnungsanlage und eines Kraftwerks vorsah (Auftragswert 325 Mio. USD). Mit dem Bau der Gasgewinnungsanlage wurde im August 2011 begonnen. Die Gasgewinnungsanlage und das Kraftwerk gingen Ende 2015 in den Probebetrieb.

## Gasgewinnung
Der Kivu-See, ein meromiktisches Gewässer, weist in seinem Tiefenwasser sehr hohe Konzentrationen an gelösten Gasen (hauptsächlich Kohlenstoffdioxid und Methan) auf. Es wird vermutet, dass im See 300 Mrd. m³ CO2 und 60 Mrd. m³ CH4 gelöst sind. Da beim Kivu-See vergleichbare Ausgasungen wie beim Nyos-See zu befürchten sind und um das im See enthaltene Methan zur Stromerzeugung zu nutzen, wurde eine Gasgewinnungsanlage auf dem See errichtet.
Die Gasgewinnungsanlage befindet sich auf einer Plattform, die ca. 13 km vom Ufer entfernt am Seeboden verankert ist. In der Gasgewinnungsanlage wird zunächst das mit Gas gesättigte Wasser mit Hilfe einer Auto-Siphon-Pumpe aus einer Tiefe von 355 m durch vier Plastikrohre nach oben geholt. Das Gas löst sich ab einer Tiefe von 170 (bzw. 240) m aus dem Wasser. In vier Separatoren, die sich 20 m unterhalb der Plattform befinden, wird das Gas weitgehend vom Tiefenwasser getrennt. Es wird in nachfolgenden Prozessschritten von dem unerwünschten CO2 und Schwefelwasserstoff gereinigt, wodurch der Anteil von Methan im Gas auf 85 (bzw. 90) % ansteigt; das gereinigte Gas wird danach mittels einer Pipeline, die an Bojen in 10 m Wassertiefe hängt, zum Kraftwerk transportiert. Pro Stunde werden so 5500 m³ gereinigtes Gas zum Kraftwerk gepumpt. Das Tiefenwasser wird anschließend wieder in eine Tiefe von 240 m zurückgeführt.

## Kraftwerk
Das Kraftwerk besteht derzeit (Stand Februar 2019) aus insgesamt 3 Gasmotoren des Typs 34SG mit jeweils 20 Zylindern des Herstellers Wärtsilä, die zusammen eine maximale Leistung von 25 (bzw. 26) MW erbringen. Es ist geplant, weitere 9 Gasmotoren mit einer Leistung von zusammen 75 MW in Betrieb zu nehmen. Das Kraftwerk dient der Abdeckung der Grundlast. Da der Gehalt an Methan im Gas schwankt, mussten die Gasmotoren angepasst werden. Das Kraftwerk wird den erzeugten Strom für weniger als 15 Cent pro kWh an den staatlichen Stromversorger Rwanda Energy Group verkaufen. Der Preis je kWh lag in Ruanda für Unternehmen bei durchschnittlich 24 Cent (Stand April 2015).

## Sonstiges
Die Gesamtkosten des Projekts (Gasgewinnungsanlage und Kraftwerk) werden mit 200 (bzw. 220) Mio. USD angegeben.